# Гуторов, Михаил Иванович
Михаил Иванович Гуторов (1919—1997) — майор Советской Армии, участник Великой Отечественной войны, Герой Советского Союза (1946).

## Биография
Михаил Гуторов родился 24 сентября 1919 года в селе Верхнее Гуторово (ныне — Курский район Курской области) в крестьянской семье. Окончил 7 классов, работал токарем. В декабре 1939 года Гуторов был призван на службу в Рабоче-крестьянскую Красную Армию. В июне 1941 года окончил Борисоглебскую военно-авиационную школу лётчиков, в октябре 1941 года — 4-ю авиационную школу пилотов в Чебоксарах. С октября 1941 года — на фронтах Великой Отечественной войны. Принимал участие в боях на Калининском, Западном, Донском, Центральном, Белорусском и 1-м Белорусском фронтах. В боях три раза был ранен. Участвовал в боях подо Ржевом, Ржевско-Вяземской операции, Сталинградской и Курской битвах, Гомельской, Белорусской, Висло-Одерской и Берлинской операциях.
К концу войны гвардии капитан Михаил Гуторов командовал эскадрильей 98-го отдельного корректировочно-разведывательного авиаполка 16-й воздушной армии 1-го Белорусского фронта. За время своего участия в боевых действиях он совершил 616 боевых вылетов на самолёте «По-2», причём большинство полётов производил в ночное время и без штурмана. С ноября 1944 года, летая на «Як-9», принял участие в 15 воздушных боях, сбив 6 вражеских самолётов.
Указом Президиума Верховного Совета СССР от 15 мая 1946 года за «образцовое выполнение боевых заданий командования на фронте борьбы с немецкими захватчиками и проявленные при этом мужество и героизм» гвардии капитан Михаил Гуторов был удостоен высокого звания Героя Советского Союза с вручением ордена Ленина и медали «Золотая Звезда» за номером 8254.
После окончания войны Гуторов продолжил службу в Советской Армии. В 1947 году в звании майора он был уволен в запас. Проживал в Москве, в 1950 году окончил Московскую межобластную партийную школу. В 1951 году Гуторов был повторно призван в армию. После окончания курсов усовершенствования офицерского состава служил политработником, затем старшим штурманом пункта управления и наведения. В 1955 году Гуторов вышел в отставку. До выхода на пенсию работал в партийной организации одного из столичных промышленных предприятий. Скончался 12 мая 1997 года, похоронен на Троекуровском кладбище Москвы.
Был награждён двумя орденами Ленина, двумя орденами Красного Знамени, орденом Александра Невского, двумя орденами Отечественной войны 1-й степени, а также рядом медалей.